# Lamprosema terminalis
Lamprosema terminalis là một loài bướm đêm trong họ Crambidae.